# Carex phyllocephala
Carex phyllocephala är en halvgräsart som beskrevs av Tetsuo Michael Koyama. Carex phyllocephala ingår i släktet starrar, och familjen halvgräs. Inga underarter finns listade i Catalogue of Life.